# HZVV
HZVV (Hoogeveense Zaterdag Voetbal Vereniging) is een Nederlandse amateurvoetbalvereniging uit Hoogeveen in de gelijknamige gemeente in de provincie Drenthe. Het heeft rood en wit als clubkleuren en heeft meer dan 1.500 leden.

## Algemeen
De oprichtingsdatum die door de KNVB werd geregistreerd is 20 mei 1940 en tevens was het de KNVB die bepaalde dat de vereniging in het vervolg door het leven zou moeten gaan onder de naam HZVV. De vereniging had in haar eerste jaar zeventien leden. In 2014 heeft de commissie Klein de historie onderzocht en bleek dat HZVV enkele rechtsvoorgangers kende. Sindsdien is de officiële oprichtingsdatum bepaald op 5 december 1929.
OLVO
Op 13 april 1906 werd in Hoogeveen de Christelijke Gymnastiek Vereniging Olympia opgericht. Deze vereniging kreeg in 1934 een aparte voetbalafdeling die tot 8 augustus 1949 onder de naam OLVO (Olympia Voetbal) speelde en vanaf 1 augustus 1949 een zelfstandige vereniging werd die verderging onder de naam H.Z.V.V., (Hoogeveense Zaterdag Voetbal Vereniging).

## Accommodatie
De accommodatie is sinds 1953 gevestigd op Sportpark Bentinckspark. Deze is te vinden aan de Bentincksdijk. Het complex wordt betreden via de hoofdingang, die in 2000 compleet vernieuwd is door een aantal vrijwilligers. Na een grote verbouwing op het Bentinckspark is HZVV in 2012 verhuist naar een gloednieuw complex op steenworp afstand van het oude complex op hetzelfde sportpark.
Clubgebouw
Het nieuwe clubgebouw werd in 2012 opgeleverd. In de beneden verdieping bevinden zich onder meer 17 kleedkamers. Op de bovenverdieping huist een ruime kantine met daarbij onder meer een wedstrijdbureau, grote businessclubruimte/bestuurskamer en vergaderzaal. Het clubgebouw grenst aan de lange zijdes aan het hoofdveld en het tweede veld.
Speelvelden
HZVV beschikt over 5,5 wedstrijdvelden, waarvan 3,5 kunstgrasvelden. Drie velden zijn voorzien van een lichtinstallatie. Het hoofdveld (kunstgras) heeft een twee tribunes aan weerszijden.

## Standaardelftal
Het standaardelftal komt de afgelopen decennia afwisselend uit in de Eerste klasse of de Hoofdklasse (na 2022 omgedoopt tot Vierde divisie).

### Erelijst
kampioen Eerste klasse: 2001, 2012, 2015, 2017, 2019
kampioen Tweede klasse: 1986, 1996
kampioen Derde klasse: 1970, 1977, 1991
kampioen Vierde klasse: 1958, 1965

### Competitieresultaten 1953–heden
| 5 4B |

| 8 4B |

| 2 4B |

| 5 4B |

| 5 4B |

| 1 4B |

| 2 4B |

| 2 4C |

| 6 4B |

| 5 4B |

| 5 4B |

| 5 4B |

| 1 4B |

| 2 3B |

| 7 3B |

| 4 3B |

| 9 3B |

| 1 3A |

| 7 2D |

| 11 2D |

| 3 3B |

| 2 3B |

| 4 3B |

| 2 3B |

| 1 3B |

| 8 2D |

| 4 2E |

| 5 2E |

| 3 2E |

| 2 2E |

| 4 2E |

| 5 2E |

| 2 2E |

| 1 2E |

| 9 1C |

| 11 1C |

| 14 1C |

| 11 2E |

| 1 3B |

| 2 2E |

| 9 1C |

| 7 1C |

| 12 1C |

| 1 2E |

| 10 C |

| 11 C |

| 13 C |

| 7 1E |

| 1 1E |

| 14 C |

| 5 1E |

| 6 1E |

| 4 1E |

| 2 1E |

| 3 1E |

| 3 1E |

| 8 1E |

| 2 1E |

| 14 C |

| 1 1E |

| 11 C |

| 4 1D |

| 1 1E |

| 12 C |

| 1 1E |

| 13 B |

| 1 1E |

| -- B |

| -- B |

| 8 B |

| 16 B |

| 1 1J |

| 11 D |

| D |

1970: klassekampioen na beslissende halve competitie met Bolswardia en Leeuwarder Zwaluwen
| Vierde divisie Hoofdklasse | Eerste klasse | Tweede klasse | Derde klasse | Vierde klasse |

In elke staaf van de grafiek staat van boven naar beneden vermeld: 
- Eindnotering

Dit is de positie die de club heeft bereikt in de competitie, zonder eventuele beslissings-, play-off- of nacompetitiewedstrijden die nodig zijn geweest om bijvoorbeeld de kampioen van de competitie te bepalen.
Indien een * achter het getal staat is de notering een tussenstand en kan het zijn dat de notering niet overeenkomt met de uiteindelijke eindstand van de competitie.
Staat er een - dan is het seizoen nog bezig en is er geen definitieve uitslag bekend.
Staat er xx op de positie van de notering, dan heeft de club vroegtijdig de competitie verlaten. Dit kan onder andere komen door terugtrekking van het team, faillissement van de club of door een uitgedeelde straf van de KNVB. In veel gevallen staat elders in het artikel de reden vermeld.
Staat er een ? dan is het resultaat uit het verleden onbekend, en is alleen de competitie of het niveau bekend van dat seizoen.
In de seizoenen 2019/20 en 2020/21 werd wegens de coronacrisis het amateurvoetbal afgebroken. Daardoor kennen deze staven geen eindklassering (middels -- weergegeven).
- Competitieniveau en afdelingsletter of Officiële eindstand Eredivisie
  - Competitieniveau en afdelingsletter

Hierbij geeft het getal het niveau weer, dat ook terug te vinden is in de legenda. De letter is de afdelingsaanduiding en wordt gebruikt wanneer er meer afdelingen zijn op hetzelfde niveau. De afdelingsletter is altijd een hoofdletter en wordt meestal zonder nummer gebruikt.
Voorbeeld: 2F is niveau 2e klasse competitie F.
Het competitieniveau en nummer wordt niet vermeld wanneer er slechts één competitie van dit niveau was.
  - Officiële eindstand Eredivisie (getal staat tussen haakjes vermeld)

Sinds de introductie van play-offwedstrijden voor Europees voetbal na afloop van de reguliere competitie in 2005/06, is de KNVB verplicht een eindstand van de Eredivisie door te geven aan de UEFA aan de hand van deze play-offwedstrijden.
Bij deze eindstand staan clubs die zich hebben gekwalificeerd voor Europees voetbal hoger dan clubs die zich niet wisten te kwalificeren. Indien er geen verschil was tussen de eindnotering en de officiële eindstand, staat dit getal niet vermeld.

- Onderafdeling

Hier staat afgekort de naam van de onderafdeling indien de club in dat jaar in een onderafdeling uitkwam. Tevens staat deze afkorting in de legenda en wordt gelinkt naar het artikel over deze onderafdeling. Deze afkorting wordt alleen vermeld wanneer de club in het verleden in verschillende onderafdelingen heeft gespeeld. Deze vermelding is in de staaf altijd in kleine letters. Deze onderafdelingen zijn na het seizoen 1995/96 afgeschaft. Heeft de club in slechts één onderafdeling gespeeld, dan is dit alleen terug te vinden in de legenda.
Onder de staaf staat het jaartal vermeld waarin het seizoen is afgesloten. 15 verwijst naar het seizoen 2014/15 of eventueel het seizoen 1914/15.
Wanneer een staaf leeg is, zijn deze gegevens niet bekend. Het kan ook zijn dat de club dat seizoen niet heeft meegespeeld op het hogere amateurniveau, vroegtijdig de competitie heeft verlaten of uit de competitie is gezet.

In het seizoen 1944/45 was er wegens de Tweede Wereldoorlog geen regulier competitievoetbal.

### HZVV in de KNVB Beker
Dit schema laat de resultaten zien van HZVV tegen profclubs in de KNVB Beker.
| Seizoen | Ronde   | Wedstrijd            | Uitslag |
| ------- | ------- | -------------------- | ------- |
| 1994/95 | Groep 6 | HZVV - SC Cambuur    | 0-3     |
| 1994/95 | Groep 6 | sc Heerenveen - HZVV | 11-1    |

## Vrouwen
Het eerste vrouwenvoetbalelftal was in 1991/92 een van de teams die in een van de drie poules van de nieuw gevormde Hoofdklasse deelnam. Ook de volgende twee seizoenen maakten ze er deel van uit. In 1994/95 kwamen ze in de Eerste divisie A terecht nadat de drie Hoofdklassen in de 'Eredivisie' (een poule) en de 'Eerste divisie' A + B werden ondergebracht. Na twee seizoenen volgde een herbenoeming tot Eerste klasse, hier kwam het de volgende tien seizoenen in uit. In 2005 werd het kampioen zonder promotie met gevolg. In 2006 werd het klassekampioenschap weer behaald, nu volgde wel promotie naar de Hoofdklasse, toenmalig nog het hoogste vrouwenniveau. In het seizoen 2007/08 werd de Eredivisie boven de Hoofdklasse geplaatst en werd de deze klasse het hoogste amateurniveau. Hierin verbleef het nog drie seizoenen. In 2010/11 werd op het tweede amateurniveau in de Eerste klasse B gespeeld, in 2011/12 op dit zelfde niveau in de Hoofdklasse (de Topklasse werd boven deze klasse geplaatst). In 2012/13 was het terug in de Eerste klasse -nu derde amateurniveau- en na drie seizoenen zelfs terug in de Tweede klasse. Na vier seizoenen waren ze weer terug in de Eerste klasse, waarin ze sinds 2019/20 uitkomen.

### Erelijst
kampioen Eerste klasse: 2005, 2006
SC Elim · SV HODO · VV Hollandscheveld · VV Hoogeveen · HZVV · VV Noordscheschut · SV Pesse · SCN · VV Tiendeveen · VV de Weide